# The Repairer of Reputations
„The Repairer of Reputations” (cu sensul de „Reparatorul Reputațiilor”) este o povestire publicată de Robert W. Chambers în colecția sa The King in Yellow (cu sensul de Regele în galben) din 1895. Povestirea este un exemplu de ficțiune de groază a lui Chambers și este una dintre povestirile din colecție care conține motive ca Semnul galben sau Regele în galben.

## Rezumat
Povestirea are loc în New York City în anul 1920, la 25 de ani după publicarea sa. Este povestită din viziunea lui Hildred Castaigne, un tânăr a cărui personalitate se schimbă drastic în urma unei răni la cap după căderea de pe un cal. El este ulterior internat într-un azil pentru tratarea nebuniei de către Dr. Archer. Din cauza accidentului său, Hildred este un prim exemplu de narator nesigur.
După cum relatează Hildred, se pare că Statele Unite ale Americii au prosperat între timp, îmbunătățindu-și în mod semnificativ infrastructura. Apariția unei noi elite aristocratice în Statele Unite a dus la adoptarea unor legi care reduc influența și imigrația celor considerați străini, inclusiv excluderea tuturor evreilor născuți în străinătate și înființarea unui stat pentru cei de origine africană. Asimilarea forțată suplimentară a populațiilor native a fost, de asemenea, implementată pentru a semăna cu folosirea cazacilor în armată (Chambers dezminte măsura în care acest lucru „rezolvă problema indiană”, remarcând și instalarea unei statui ecvestre a lui Philip Sheridan). Sinuciderea a fost legalizată și are loc ușor în noile „Camere Letale ale Guvernului” care se deplasează rapid în fiecare oraș.

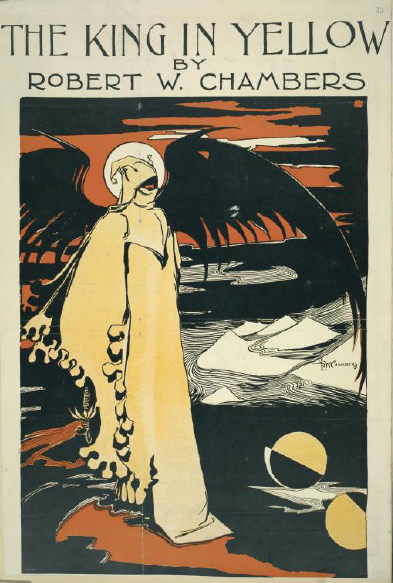
King in Yellow

În timp ce încă își revine din accident, Hildred obține și citește Regele în galben, un document fals din poveste, care este reprezentat ca o piesă de teatru cenzurată universal, care îl deranjează profund. Cândva un diletant bogat și un om amabil în oraș, după accidentul său, Hildred devine un singuratic excentric care își petrece zilele studiind cărți și hărți vechi și asociindu-se cu un personaj și mai excentric, domnul Wilde, „Reparatorul Reputațiilor” din titlul povestirii.
Wilde pretinde că este arhitectul unei vaste conspirații care folosește, printre alte dispozitive, șantajul pentru a influența și a comanda oameni puternici, ale căror reputații conspirația le-a salvat de la scandal. Hildred își imaginează că, cu ajutorul lui Wilde, el va deveni moștenitorul „Ultimul Rege” al „Dinastiei Imperiale a Americii”, despre care Wilde spune că este descendent dintr-un regat pierdut din stelele îndepărtate din Hiade. Cu toate acestea, Hildred îl vede pe vărul său Louis ca moștenitor. Astfel, el plănuiește să-l forțeze pe Louis să renunțe la pretenția sa la tron, să accepte exilul și să nu se căsătorească niciodată.
Louis, care crede că Hildred este încă bolnav mintal, îl îmbrățișează acceptând să renunțe la pretenția sa, dar devine furios când Hildred insistă că nu se poate căsători cu logodnica sa, Constance Hawberk. Louis este șocat când Hildred susține că l-a ucis pe Dr. Archer și a asasinat-o pe Constance. Când Hildred fuge înapoi în apartamentul domnului Wilde, apare confuzia în ușa întunecată – pisica lui Wilde iese în grabă în timp ce Wilde încearcă să intre, „cuțitul lung al lui Hildred a zburat” în întuneric și „domnul Wilde zăcea pe podea cu gâtul rupt”. Planurile lui Hildred de a cuceri Statele Unite cu ajutorul conspirației lui Wilde sunt distruse. Poliția sosește, iar Hildred o vede pe Constance plângând în timp ce este târât afară. Nu se știe dacă Hildred a comis sau nu vreo crimă.
Povestea se încheie cu o notă care dezvăluie că Hildred a murit într-un azil pentru nebuni criminali.

## Natura „antipovestire” a lucrării
Chambers a produs o versiune timpurie a ceea ce a devenit între timp „anti-povestirea”. Acesta este un tip de scriere de ficțiune în care una (sau mai multe) dintre regulile fundamentale ale povestirii sunt încălcate, rezultând adesea ceea ce majoritatea cititorilor consideră „literatură experimentală”.
În această povestire, Chambers aproape că invită cititorul să se îndoiască de fiecare detaliu pe care îl relatează naratorul nesigur. Chambers rupe contractul de bază dintre autor și cititor, refuzând să relateze ceva care este atât interesant, cât și veridic. El clarifică acest lucru într-un moment al povestirii când Hildred își pune diadema și o descrie ca fiind făcută din „aur greu bătut” doar pentru ca Louis să o numească „coroană de alamă” la scurt timp după aceea; de asemenea, ceea ce Hildred numește „seif din oțel” este văzut de Louis ca fiind o „cutie de biscuiți”.

## Personaje
- Hildred Castaigne: Protagonistul și naratorul povestirii, personajul lui Hildred este mult schimbat după ce a suferit o accidentare la cap și a citit Regele în galben în timpul convalescenței sale. Hildred își petrece mult timp studiind cărți vechi; el nu amintește niciodată de muncă și pare să fie independent și bogat. Hildred este un exemplu clasic de narator nesigur, deoarece el comentează adesea că alți oameni par să-l iubească sau să trateze lucruri pe care le consideră foarte importante ca fiind nesemnificative sau inexistente.
- Louis Castaigne: vărul lui Hildred, un ofițer militar. Louis nu împărtășește intelectualismul sau ambiția vărului său și se concentrează în principal pe dragostea lui pentru fiica lui Hawberk, Constance. Louis este îngrozit să constate că Hildred a citit Regele în galben, dar pare să facă un efort pentru a umoriza excentricitățile și comportamentul ciudat al lui Hildred.
- Hawberk: armurier, Hawberk modelează și repară bucăți antice de armuri într-un mic magazin de sub biroul domnului Wilde. Castaigne și domnul Wilde cred că Hawberk este în secret marchizul exilat din Avonshire (un comitat fictiv din Anglia). Numele lui Hawberk provine probabil de la cuvântul „hauberk”, adică o armură ușoară.
- Constance Hawberk: fiica lui Hawberk, o fată frumoasă logodită cu Louis Castaigne.
- Mr. Wilde: Un personaj bizar și excentric, domnul Wilde locuiește într-un birou mizerabil deasupra magazinului lui Hawberk, pe ușa sa este scris „Reparatorul Reputațiilor”. Domnul Wilde este deformat (posibil microcefalic) și mutilat, și-a pierdut urechile și câteva degete. El are o pisică sălbatică vicioasă pe care o provoacă mereu să-l atace. Deși sănătatea sa mintală este discutabilă, naratorul îl tratează pe Wilde ca pe un geniu care este o bibliotecă vie de informații valoroase și crede că are sub stăpânire oameni puternici.

## Recepție critică
David G. Hartwell⁠(d) a descris „The Repairer of Reputations” ca „o realizare extraordinară” și „o povestire îngrozitoare care este, de asemenea, o lucrare sofisticată, de avangardă, de science fiction”.